# Yōsuke Eguchi
Yōsuke Eguchi (jap. 江口 洋介 Eguchi Yōsuke; ur. 31 grudnia 1967 w Tokio) – japoński aktor i piosenkarz. Od 1986 roku wystąpił w wielu serialach telewizyjnych i filmach. Jest żonaty z piosenkarką Chisato Moritaka, z którą ma syna i córkę.

## Filmografia

### Filmy
| Rok  | Tytuł                                       | Rola              | Uwagi          |
| ---- | ------------------------------------------- | ----------------- | -------------- |
| 1986 | Onyanko the Movie Kiki ippatu!              | maratończyk       |                |
| 1987 | Shōnan bakusōzoku                           | Yōsuke Eguchi     | główna rola    |
| 1992 | Shichi-nin no otaku                         | Takashi Tagawa    |                |
| 1994 | Hero Interview                              | Mizushima         |                |
| 1996 | ACRI                                        | Kōhei Haoka       |                |
| 1996 | Swallowtail                                 | Ryō Ryanki        |                |
| 1998 | Shigatsu monogatari                         | Nobunaga Oda      |                |
| 1999 | Ryūsei                                      | Kawasaki          |                |
| 2000 | Another Heaven                              | Manabu Hayase     | główna rola    |
| 2002 | Ryōma no tsuma to sono otto to aijin        | Torazō            |                |
| 2002 | Kyōki no sakura                             | Sweeper Saburo    |                |
| 2005 | Synesthesia                                 | Shinsuke Hayama   | główna rola    |
| 2005 | Misja 1549                                  | Yūsuke Kashima    | główna rola    |
| 2006 | Gui si                                      | Hashimoto         | film tajwański |
| 2007 | Tonari machi sensō                          | Shūji Kitahara    | główna rola    |
| 2007 | Unfair: The Movie                           | Jin Saiki         |                |
| 2007 | Tsukigami                                   | Katsu Kaishū      |                |
| 2008 | Shōrin shōjo                                | Kenji Iwai        |                |
| 2008 | Yami no kodomotachi                         | Hiroyuki Nanbu    | główna rola    |
| 2009 | Goemon                                      | Goemon Ishikawa   | główna rola    |
| 2010 | Permanent Nobara                            | Kashima           |                |
| 2011 | Yōgashi-ten Coin de rue                     | Ryōtarō Tomura    | główna rola    |
| 2012 | Rurōni Kenshin                              | Hajime Saitō      |                |
| 2014 | Rurōni Kenshin: Kyōto taika-hen             | Hajime Saitō      |                |
| 2014 | Rurōni Kenshin: Densetsu no saigo-hen       | Hajime Saitō      |                |
| 2015 | Tenkū no hachi                              | Kazuaki Yuhara    | główna rola    |
| 2016 | Jinsei no yakusoku                          | Tetsuya Watanabe  |                |
| 2017 | Hirune Hime: Shiranai watashi no monogatari | Momotarō Morikawa | rola głosowa   |
| 2018 | Korō no chi                                 | Moritaka Ichinose |                |
| 2018 | Bleach                                      | Isshin Kurosaki   |                |
| 2019 | The Confidence Man JP: Romance-hen          | Eisuke Akaboshi   |                |
| 2020 | The Confidence Man JP: Princess-hen         | Eisuke Akaboshi   |                |
| 2020 | Ichido mo uttemasen                         | Shūhei Moriyama   |                |
| 2021 | Rurōni Kenshin: Saishūshō – The Final       | Hajime Saitō      |                |
| 2021 | Rurōni Kenshin: Saishūshō – The Beginning   | Hajime Saitō      |                |

### TV Dramy
| Rok  | Tytuł                                   | Rola                    | Stacja telewizyjna | Uwagi            |
| ---- | --------------------------------------- | ----------------------- | ------------------ | ---------------- |
| 1989 | Kasuga no tsubone                       | Iemitsu Tokugawa        | NHK                | Taiga drama      |
| 1991 | Tokyo Love Story                        | Ken'ichi Mikami         | Fuji TV            |                  |
| 1991 | 101-kai-me no Proposal                  | Junpei Hoshino          | Fuji TV            |                  |
| 1993 | Hitotsu yane no shita                   | Tatsuya Kashiwagi       | Fuji TV            | główna rola      |
| 1995 | Bokura ni ai o!                         | Harumi Ide              | Fuji TV            | główna rola      |
| 1996 | Kekkonshiyō yo                          | Keitarō Tonoyama        | TBS                |                  |
| 1997 | Hitotsu yane no shita 2                 | Tatsuya Kashiwagi       | Fuji TV            | główna rola      |
| 1999 | Kyūmei byōtō 24-ji                      | Kazuo Shindō            | Fuji TV            | główna rola      |
| 2000 | Ai o kudasai                            | Motojirō Nagasawa       | Fuji TV            |                  |
| 2000 | Namida o fuite                          | Katsuo Ōnishi           | Fuji TV            | główna rola      |
| 2000 | Mona Lisa no hohoemi                    | Masakyuki Tachibana     | Fuji TV            | główna rola      |
| 2001 | Kyūmei byōtō 24-ji 2                    | Kazuo Shindō            | Fuji TV            | główna rola      |
| 2002 | Lunch no joō                            | Yūjirō Nabeshima        | Fuji TV            |                  |
| 2003 | Shiroi Kyotō                            | Shūji Satomi            | Fuji TV            |                  |
| 2003 | Tokyo Love Cinema                       | Mahiro Takasugi         | Fuji TV            |                  |
| 2004 | Shinsengumi!                            | Ryōma Sakamoto          | NHK                | Taiga drama      |
| 2005 | Kyūmei byōtō 24-ji 3                    | Kazuo Shindō            | Fuji TV            | główna rola      |
| 2006 | Walkers                                 | Tokuhisa Yamashita      | NHK                | główna rola      |
| 2009 | Triangle                                | Ryōji Gōda              | Kansai TV          |                  |
| 2009 | Keikan no chi                           | Seiji Anjō              | TV Asahi           |                  |
| 2009 | Kyūmei byōtō 24-ji 4                    | Kazuo Shindō            | Fuji TV            | główna rola      |
| 2011 | School!!                                | Seichirō Naruse         | Fuji TV            | główna rola      |
| 2014 | Gunshi kanbei                           | Nobunaga Oda            | Taiga drama        |                  |
| 2015 | Hajimemashite, aishiteimasu.            | Shinji Umeda            | TV Asahi           |                  |
| 2015 | Otona joshi                             | Takayama Fumio          | Fuji TV            |                  |
| 2017 | Kurokawa no techō                       | Tomio Yasushima         | TV Asahi           |                  |
| 2017 | Chiisana hashi de                       | Minzo                   | SKY PerfecTV!      |                  |
| 2018 | BG: Personal Bodyguard                  | Yoshiaki Ochiai         | TV Asahi           |                  |
| 2018 | The Confidence Man JP                   | Eisuke Akaboshi         | Fuji TV            |                  |
| 2019 | Eien no Nispa                           | Ōkubo Toshimichi        | NHK                | film telewizyjny |
| 2020 | Cold Case: Shinjitsu no tobira Season 3 | Hideki Hyūga (odc. 1–2) | Wowow              |                  |
| 2021 | Nemesis                                 | Kazuaki Kurita          | NTV                |                  |